# Holka s prknem
Holka s prknem (v originále Chalet Girl) je romantická komedie z roku 2011 od režiséra Phila Trailla. Film měl ve Velké Británii premiéru 16. března 2011. 
Film vypráví o mladé dívce jménem Kim (Felicity Jones), která byla šampionkou ve skateboardingu, které při autonehodě zemřela matka, když jeli ze skateboardového závodu. Její otec Bill (Bill Bailey) hledá práci a tak je vše na Kim, která pracuje jako obsluha v rychlém občerstvení. Kim dostane skvělou nabídku stát se obsluhou horké chaty zbohatlické rodiny - horskou holkou v Alpách. Ze začátku je Kim zmatená bizarností luxusního života a pořádně ani neví, co tam dělá. Poté ale nachází zálibu ve snowboardingu a ukáže se, že je vážně talent. 
Kim má možnost zúčastnit se velkého závodu u příležitosti ukončení lyžařské sezóny, ve kterém se ukáže, že má na to, stát se hvězdou snowboardingu. Právě proto, že na prkně jezdí jen pár týdnů musí hodně trénovat a překonat své strachy. A taky zjistit jak se věci mají se synem majitele chaty Johnnym (Ed Westwick), který je ale v dlouhodobém vztahu a všichni z jeho okolí netrpělivě očekávají zásnuby. I přes nepříjemnosti Kim závod vyhrává. Z nechtěné práce se pak vyklube nový vztah, nové přátelství a nové příležitosti.

## Obsazení
| Felicity Jones | Kim   |
| Bill Bailey    | Bill  |
| Rebecca Lacey  | Thea  |
| Chandra Ruegg  | Trace |
| Ed Westwick    | Jonny |